# Тирон (округ)
Округ Тирон (енгл. County Tyrone, ир. Contae Tír Eoghain) је један од 32 историјска округа на острву Ирској, смештен у његовом северном делу, у покрајини Алстер. Округ је данас део подручја Северне Ирске. Седиште округа је град Ома.
Данас појам округа Тирон има више историјско значење, а нема управни значај (као и других 5 округа у оквиру Северне Ирске), пошто је 1972. г. Северна Ирска добила нову подручну поделу на Савете.

## Положај и границе округа
Округ Тирон се налази у северном делу ирског острва и западном делу Северне Ирске и граничи се са:
- север: округ Дери,
- исток: округ Антрим,
- југоисток: округ Арма,
- југ: округ Монахан (Република Ирска),
- југозапад: округ Фермана,
- запад: округ Донегол (Република Ирска).

## Природни услови
Тирон је по пространству један од већих ирских округа - заузима 8. место међу 32 округа.
Рељеф: Већи део округа Тирон је брежуљкасто подручје, 100-200 метара надморске висине. Местимично се издижу ниска брда. На крајњем северу округа издиже се једина планина у овом делу државе, планина Сперин.
Клима Клима у округу Тирон је умерено континентална са изразитим утицајем Атлантика и Голфске струје. Стога град одликује блага и веома променљива клима.
Воде: Најважнија река у округу Тирон је Мурн на западу округа, док је источни округ познат по тзв. Алстерском каналу. На крајњем истоку округа је језеро Неј, највеће на ирском острву.

## Становништво
По подацима са Пописа 2011. године на подручју округа Тирон живело је преко 165 хиљада становника. Ово је за 2 пута мање него на Попису 1841. године, пре Ирске глади и великог исељавања Ираца у Америку. Међутим, последње три деценије број становника округа расте по стопи мањој од 0,5% годишње.
Етнички и верски састав - Становништво округа је подељено између већинских Ираца римокатоличке вероисповести (око 2/3) и британских досељеника протестантске вероисповести (око 1/3). Први преовлађују у средишњим, северним и јужним деловима, док су други у већини у северозападним и источним деловима округа.
Густина насељености - Округ Тирон има густину насељености од око 50 ст./км², што је више него двоструко мање од просека Северне Ирске (преко 120 ст./км²). Средишњи део округа је боље насељен него ободни.
Језик: У целом округу се званично се користи енглески.